# استانیسلاف کولاژ
استانیسلاف کولاژ (انگلیسی: Stanislav Kolář؛ زادهٔ ) یک بازیکن تنیس روی میز اهل جمهوری چک است. 
وی در مسابقات کشوری و بین‌المللی در مجموع برنده ۲ مدال طلا، ۸ مدال نقره، ۶ مدال برنز شده‌است.